# Чайкин, Григорий Васильевич
Григорий Васильевич Чайкин (род. 22 августа 1927, Шептуховка) — передовик советского железнодорожного транспорта, общественный и хозяйственный деятель Советского Союза и Российской Федерации, участник трудового фронта в годы Великой Отечественной войны, почётный гражданин Миллеровского района Ростовской области (2017), Почётный железнодорожник, Заслуженный работник транспорта Российской Федерации.

## Биография
Родился 22 августа 1927 года в селе Шептуховка Чертковского района. После завершения обучения в 7-м классе школы, в 1942 году, начал свою трудовую деятельность в возрасте четырнадцати лет ремонтным рабочим на железной дороге на станции Шептуховка. В первый же день своей работы, 7 июля, был совершен авианалёт немецких бомбардировщиков. Осколком бомбы погиб его товарищ. Григорий успел вовремя лечь на землю. 
Общий трудовой стаж составил 51 год. Вся его трудовая деятельность была связана с одним местом - железной дорогой. 19 июня 1943 года был принят в Чертковскую дистанцию пути на должность путевого рабочего. Участник трудового фронта Великой Отечественной войны. После освобождения территории от оккупации переделывали железнодорожную колею с узкой немецкой - 1435 мм на широкую отечественную -1524 мм. С 1948 по 1952 годы служил в Советской армии срочную службу в железнодорожных войсках. Восстанавливал железнодорожные пути в Харькове, Брянске, Баку.
Демобилизовавшись, в 1952 году стал работать в Миллеровской дистанции пути, дорожный мастер. Прошёл обучение в Артёмовской школе дорожных мастеров.
За свою длительную трудовую жизнь прошёл все ступени служебной лестницы, начинал путевым рабочим и завершил начальником дистанции. Трудился старшим дорожным мастером на протяжении двадцати лет. Находясь на должности руководителя дистанции пути, решал важные задачи по ремонту железнодорожной инфраструктуры, модернизировал стрелочные переводы. Являлся профессиональным практиком и знатоком своей профессии. Награждался государственными наградами, званиями, грамотами, благодарностями. Неоднократный победитель социалистических соревнований. 25 января 1999 года вышел на заслуженный отдых.
Находясь на пенсии активно занимается общественной деятельностью, работает в ветеранском движении железнодорожников. 
18 августа 2017 года решение Собрания депутатов Миллеровского района был удостоен высокого звания «Почётный гражданин Миллеровского района».
Проживает в Миллеровском районе Ростовской области. 

## Награды
За трудовые успехи удостоен:
- Орден Трудового Красного Знамени
- Медаль «За доблестный труд в Великой Отечественной войне 1941—1945 гг.»
- Медаль «В ознаменование 100-летия со дня рождения Владимира Ильича Ленина»
- другие медали.
- Почётный железнодорожник (1974),
- Заслуженный работник транспорта Российской Федерации (1994),
- «Почетный работник Северо-Кавказской железной дороги» (2007),
- Почётный гражданин Миллеровского района Ростовской области (18.08.2017).